# Natascha Adamowsky
Natascha Adamowsky (* 1967) ist eine deutsche Kultur- und Medienwissenschaftlerin mit den Forschungsschwerpunkten Medienästhetik, -geschichte und digitale Wissenskulturen.

## Leben
Natascha Adamowsky studierte von 1989 bis 1994 am Institut für Gesellschafts- und Wirtschaftskommunikation der Hochschule der Künste in Berlin und war von 1995 bis 1998 Doktorandin am Graduiertenkolleg ‚Intermedialität‘ der Universität Siegen. Dort wurde sie 1998 mit der Arbeit „Spielfiguren in virtuellen Welten“ promoviert. 1998 bis 1999 war sie Postdoktorandin am Graduiertenkolleg ‚Enabling Technologies for Electronic Commerce‘ an der TU Darmstadt. Von 1999 bis 2002 war sie als wissenschaftliche Assistentin am Institut für Kulturwissenschaft der Humboldt-Universität Berlin tätig, von 2002 bis 2009 ebenda als Juniorprofessorin für Kulturwissenschaft (Spieltheorien und Medienkultur) tätig und habilitierte sich dort 2009 mit einer Arbeit zum Thema: „Das Wunder in der Moderne. Zur ästhetischen Kultur moderner Selbstüberschreitung in Wissenschaft, Technik und den Künsten“. 2011 wurde sie Professorin für Medienkulturwissenschaft an der Universität Freiburg. 2017 nahm sie den Ruf auf die Professur Digitale Medientechnologien II am medienwissenschaftlichen Seminar der Universität Siegen an. Seit dem Wintersemester 2020 ist sie Professorin an der Universität Passau am Lehrstuhl für Medienkulturwissenschaft mit Schwerpunkt digitale Kulturen. 

## Publikationen (Auswahl)
Adamowsky hat mehrere Sammelwerke herausgegeben und zahlreiche Aufsätze in Fachzeitschriften veröffentlicht.

### Als Herausgeberin
- Spielfiguren in virtuellen Welten. Campus Verlag, Frankfurt am Main 2000, ISBN 978-3-593-36601-2.
- „Die Vernunft ist mir noch nicht begegnet“. Zum konstitutiven Verhältnis von Spiel und Erkenntnis. Transcript Verlag, Bielefeld 2005, ISBN 978-3-89942-352-5.
- Das Wunder in der Moderne. Eine andere Kulturgeschichte des Fliegens. Fink Verlag, München 2010, ISBN 978-3-7705-4963-4.
- Ozeanische Wunder. Entdeckung und Eroberung des Meeres in der Moderne. Fink Verlag, München 2017, ISBN 978-3-7705-6075-2.
- Digitale Moderne. Die Modellwelten von Matthias Zimmermann. Hirmer Verlag, München 2018, ISBN 978-3-7774-2388-3.
- Natascha Adamowsky, Nicola Gess (Hrsg.): Archäologie der Spezialeffekte. Fink, Paderborn 2018.

### Aufsätze
- Von der Kunst des Findens und dem Spiel des Zeigens: Übungsformen der Subjektivität. In: Regine Strätling (Hrsg.): Spielformen des Selbst. Das Spiel zwischen Subjektivität, Kunst und Alltagspraxis. Bielefeld 2012, ISBN 3-8376-1416-6, S. 59–76.
- Wunder des Meeres – kultur- und medienästhetische Überlegungen zur Figur des Kraken bei Jules Verne. In: Clemens Risi, Robert Sollich, Anna Papenburg (Hrsg.): Wann geht der letzte Schwan? Aspekte einer Kulturgeschichte des Wunders. Leipzig 2011, S. 87–105.
- Medialisierte Umgebungen und mediale Praktiken. Zur ästhetischen Gestaltung von Vernetzungsprozessen. In: Josef Bairlein, Wolf-Dieter Ernst, u. a. (Hrsg.): Netzkulturen. Kollektiv. Kreativ. performativ, München 2011, S. 137–150.
- Medialisierte Umgebungen und Strategien der Kontingenzbewältigung – Digitale Überwachungssysteme im Modus des Spiels. In: Herfried Münkler, Matthias Bohlender, Sabine Meurer (Hrsg.): Sicherheit & Risiko. Über den Umgang mit Gefahr im 21. Jahrhundert. Bielefeld 2010, S. 223–238.
- Medialisierte Umgebungen – medienästhetische Überlegungen zu Kunst- und Computerspielen im urbanen Raum. In: Winfried Kaminski, Martin Lorber (Hrsg.): Clash of Realities 2008, Spielen in digitalen Welten. München 2008, S. 47–60.
- Eine Natur unbegrenzter Geschmeidigkeit. Medientheoretische Überlegungen zum Zusammenhang von Aisthesis, Performativität und Ereignishaftigkeit am Beispiel des Anormalen. In: Stefan Münker, Alexander Roesler (Hrsg.): Was ist ein Medium? Frankfurt am Main 2008, S. 30–64.
- Annäherungen an eine Ästhetik des Geheimnisvollen – Beispiele aus der Meeresforschung des 19. Jahrhunderts. In: Wolfgang Krohn (Hrsg.): Ästhetik in der Wissenschaft. Interdisziplinärer Diskurs über das Gestalten und Darstellen von Wissen. In: Sonderheft Nr. 7 der Zeitschrift für Ästhetik und Allgemeine Kunstwissenschaft. Hamburg 2006, S. 219–232.
- Das Wunderbare als gesellschaftliche Aufführungspraxis – Experiment und Entertainment im medialen Wandel des 18. Jahrhunderts. In: Jörn Steigerwald, Daniela Watzke (Hrsg.): Reiz, Imagination, Aufmerksamkeit. Erregung und Steuerung von Einbildungskraft im klassischen Zeitalter (1680–1830). Würzburg 2003, S. 165–186.
- Body Snatcher Chic – technische Invasionen und Körperphantasien. In: Klaus Peter Dencker (Hrsg.): Interface 5. Die Politik der Maschine. Hans-Bredow-Institut, Hamburg 2002, S. 161–172.